# 배리 본즈
배리 라마 본즈(Barry Lamar Bonds, 1964년 7월 24일 ~ )는 전 메이저 리그 샌프란시스코 자이언츠의 외야수이자, 현 메이저 리그 샌프란시스코 자이언츠의 CEO 특별 고문이다.
메이저 리그 올스타였던 바비 본즈의 아들이자, 명예의 전당 멤버이자 메이저 리그 통산 홈런 4위의 전설적인 선수인 윌리 메이스와 대부-대자 관계이며, "10월의 사나이" 뉴욕 양키스 레지 잭슨과도 먼 친척 관계이다.
본즈는 애리조나 주립대를 졸업한 후, 피츠버그 파이리츠에 입단해 1986년 5월 3일 로스앤젤레스 다저스와의 홈 경기에서 1번 타자로 데뷔했다. 이날 그는 오렐 허샤이저를 상대로 5타수 무안타 볼넷 하나에 그쳤다. 그는 1992년까지 피츠버그 파이어리츠에서 뛰었고, 1993년부터는 샌프란시스코 자이언츠로 이적하여 활동하였다.
배리 본즈는 백 년이 넘는 메이저 리그 역사상 유례를 찾아보기 힘들 정도로 굉장한 능력을 가지고 있는 타자이며 그 능력은 7번의 MVP 수상이 증명해주고 있다. 수많은 그의 기록 중 대표적인 것은 400-400/500-500 클럽에 가입한 것과 통산 최다 BB 기록, 통산 최다 IBB 기록, 단일 시즌 최다 홈런 기록(73개), 그리고 통산 최다 홈런 기록이다.

## 코치 시절
2015년 말 마이애미 말린스의 타격코치로 부임했다.

## 출신 학교
- 애리조나 주립 대학교

## 통산 최다 홈런 기록 경신
배리 본즈는 미국 시간으로 2007년 8월 7일 AT&T 파크에서 워싱턴 내셔널스의 마이크 배식의 공을 받아넘겨 756호 홈런을 기록함으로써 755개의 행크 에런을 넘어서고 통산 최다 홈런 기록을 세웠다. 배리 본즈에게 굉장히 부정적인 반응을 보이던 행크 에런도 이 날만은 영상으로 배리 본즈를 축하해주었다. 아래는 영상에서의 애런의 축하 연설 전문이다.
"배리 본즈가 통산 홈런 기록 선두에 도달한 것에 축하를 보냅니다. 통산 최다 홈런 기록은 기술과, 오랜 끈기와, 결단이 필요한 커다란 업적입니다. 백년이 넘는 시간을 거쳐 홈런은 야구에서 특별한 위치를 차지하게 되었고 저는 이 특별한 기록을 33년 동안 가지고 있었습니다. 이제 저는 이 자리를 양보함과 동시에 배리와 희망은, 마치 1974년 4월의 어느 날 저녁과도 같이, 이 기록의 달성이 다른 꿈을 쫓는 많은 이들에게 영감을 주었으면 한다는 것입니다."

## 금지약물 복용논란
(전략)... 상태에서 약을 복용했다’고 증언했다”고 보도했다. 본즈는 이에 대해 “모른다”로 일관했지만 그에게는 ‘약물로 성적을 끌어올린 선수’라는 딱지가 영구히 붙게 됐다. 두 기자는 미공개 법정 증언을 입수해 보도했다는 이유로 기소됐지만 올해 2월 기소가 취소됐다. ... (후략)

## 주요기록

### 통산 1위 기록
- 통산 홈런 (762개)
- 단일 시즌 홈런 (2001년 - 73)
- 통산 볼넷 (2558개)
- 통산 고의 볼넷 (688개)
- 단일 시즌 볼넷 (2004년 - 232)
- 단일 시즌 고의 볼넷 (2004년 - 120)
- 단일 시즌 장타율 (2001년 - 0.863)
- 단일 시즌 출루율 (2004년 - 0.609)
- 단일 시즌 OPS (2004년- 1.422)

### 수상 기록
- MVP 수상 (7회 - 1990, 1992, 1993, 2001, 2002, 2003, 2004)
- 446명의 투수를 상대로 홈런을 기록
- 18경기 연속 볼넷
- 13년내리 30홈런 이상
- 400-400 클럽, 500-500 클럽
- 단일 시즌 40-40 클럽
- 5차례 샌프란시스코 자이언츠 올해의 선수 (1998, 2001, 2002, 2003, 2004)
- 14차례 올스타 선정 (1990, 1992, 1993, 1994, 1995, 1996, 1997, 1998, 2000, 2001, 2002, 2003, 2004, 2007)
- 7차례 베이스볼 아메리카 NL 올스타 선정 (1993, 1998, 2000, 2001, 2002, 2003, 2004)
- 3차례 메이저 리그 이해의 선수 (1990, * 3차례 베이스볼 아메리카 이해의 선수 (2001, 2003, 2004)
- 8차례 골드 글러브 수상 (1990, 1991, 1992, 1993, 1994, 1996, 1997, 1998)
- 12차례 실버 슬러거 수상 (1990, 1991, 1992, 1993, 1994, 1996, 1997, 2000, 2001, 2002, 2003, 2004)
- 2차례 메이저 리그 전체 홈런 1위 (1993, 2001)
- 2차례 내셔널리그 타율 1위 (2002, 2004)
- 10차례 내셔널리그 출루율 1위 (1991, 1992, 1993, 1995, 2001, 2002, 2003, 2004, 2006, 2007)
- 8차례 메이저 리그 전체 장타율 1위 (1990, 1992, 1993, 2001, 2002, 2003, 2004)
- 3차례 메이저 리그 전체 장타 1위 (1992, 1993, 2001)
- 6차례 메이저 리그 전체 출루율 1위 (1992, 2001, 2002, 2003, 2004, 2007)
- 1차례 내셔널리그 득점 1위 (1992)
- 1차례 내셔널리그 타점 1위 (1993)
- 12차례 내셔널리그 볼넷 1위 (1992, 1994, 1995, 1996, 1997, 2000, 2001, 2002, 2003, 2004, 2006, 2007)
- 12차례 내셔널리그 고의 볼넷 1위 (1992, 1993, 1994, 1995, 1996, 1997, 1998, 2002, 2003, 2004, 2006, 2007)
- 8차례 타수당 홈런 1위 (1992, 1993, 1996, 2000, 2001, 2002, 2003, 2004)
- 3차례 행크 에런 어워드 수상 (2001, 2002, 2004)

## 연도별 타격 성적
| 연 도           | 소 속           | 나 이           | 출 장 | 타 석 | 타 수 | 득 점 | 안 타 | 2 루 타 | 3 루 타 | 홈 런 | 타 점 | 도 루 | 도 실 | 볼 넷 | 삼 진 | 타 율 | 출 루 율 | 장 타 율 | O P S | 루 타 | 병 살 타 | 몸 맞 | 희 타 | 희 플 | 고 4 |
| --------------- | --------------- | --------------- | ----- | ----- | ----- | ----- | ----- | ------- | ------- | ----- | ----- | ----- | ----- | ----- | ----- | ----- | -------- | -------- | ----- | ----- | -------- | ----- | ----- | ----- | ---- |
| 1986            | PIT             | 22              | 113   | 484   | 413   | 72    | 92    | 26      | 3       | 16    | 48    | 36    | 7     | 65    | 102   | .223  | .330     | .416     | .746  | 172   | 4        | 2     | 2     | 2     | 2    |
| 1987            | PIT             | 23              | 150   | 611   | 551   | 99    | 144   | 34      | 9       | 25    | 59    | 32    | 10    | 54    | 88    | .261  | .329     | .492     | .821  | 271   | 4        | 3     | 0     | 3     | 3    |
| 1988            | PIT             | 24              | 144   | 614   | 538   | 97    | 152   | 30      | 5       | 24    | 58    | 17    | 11    | 72    | 82    | .283  | .368     | .491     | .859  | 264   | 3        | 2     | 0     | 2     | 14   |
| 1989            | PIT             | 25              | 159   | 679   | 580   | 96    | 144   | 34      | 6       | 19    | 58    | 32    | 10    | 93    | 93    | .248  | .351     | .426     | .777  | 247   | 9        | 1     | 1     | 4     | 22   |
| 1990            | PIT             | 26              | 151   | 621   | 519   | 104   | 156   | 32      | 3       | 33    | 114   | 52    | 13    | 93    | 83    | .301  | .406     | .565     | .970  | 293   | 8        | 3     | 0     | 6     | 15   |
| 1991            | PIT             | 27              | 153   | 634   | 510   | 95    | 149   | 28      | 5       | 25    | 116   | 43    | 13    | 107   | 73    | .292  | .410     | .514     | .924  | 262   | 8        | 4     | 0     | 13    | 25   |
| 1992            | PIT             | 28              | 140   | 612   | 473   | 109   | 147   | 36      | 5       | 34    | 103   | 39    | 8     | 127   | 69    | .311  | .456     | .624     | 1.080 | 295   | 9        | 5     | 0     | 7     | 32   |
| 1993            | SFG             | 29              | 159   | 674   | 539   | 129   | 181   | 38      | 4       | 46    | 123   | 29    | 12    | 126   | 79    | .336  | .458     | .677     | 1.136 | 365   | 11       | 2     | 0     | 7     | 43   |
| 1994            | SFG             | 30              | 112   | 474   | 391   | 89    | 122   | 18      | 1       | 37    | 81    | 29    | 9     | 74    | 43    | .312  | .426     | .647     | 1.073 | 253   | 3        | 6     | 0     | 3     | 18   |
| 1995            | SFG             | 31              | 144   | 635   | 506   | 109   | 149   | 30      | 7       | 33    | 104   | 31    | 10    | 120   | 83    | .294  | .431     | .577     | 1.009 | 292   | 12       | 5     | 0     | 4     | 22   |
| 1996            | SFG             | 32              | 158   | 675   | 517   | 122   | 159   | 27      | 3       | 42    | 129   | 40    | 7     | 151   | 76    | .308  | .461     | .615     | 1.076 | 318   | 11       | 1     | 0     | 6     | 30   |
| 1997            | SFG             | 33              | 159   | 690   | 532   | 123   | 155   | 26      | 5       | 40    | 101   | 37    | 8     | 145   | 87    | .291  | .446     | .585     | 1.031 | 311   | 13       | 8     | 0     | 5     | 34   |
| 1998            | SFG             | 34              | 156   | 697   | 552   | 120   | 167   | 44      | 7       | 37    | 122   | 28    | 12    | 130   | 92    | .303  | .438     | .609     | 1.047 | 336   | 15       | 8     | 1     | 6     | 29   |
| 1999            | SFG             | 35              | 102   | 434   | 355   | 91    | 93    | 20      | 2       | 34    | 83    | 15    | 2     | 73    | 62    | .262  | .389     | .617     | 1.006 | 219   | 6        | 3     | 0     | 3     | 9    |
| 2000            | SFG             | 36              | 143   | 607   | 480   | 129   | 147   | 28      | 4       | 49    | 106   | 11    | 3     | 117   | 77    | .306  | .440     | .688     | 1.127 | 330   | 6        | 3     | 0     | 7     | 22   |
| 2001            | SFG             | 37              | 153   | 664   | 476   | 129   | 156   | 32      | 2       | 73    | 137   | 13    | 3     | 177   | 93    | .328  | .515     | .863     | 1.379 | 411   | 5        | 9     | 0     | 2     | 35   |
| 2002            | SFG             | 38              | 143   | 612   | 403   | 117   | 149   | 31      | 2       | 46    | 110   | 9     | 2     | 198   | 47    | .370  | .582     | .799     | 1.381 | 322   | 4        | 9     | 0     | 2     | 68   |
| 2003            | SFG             | 39              | 130   | 550   | 390   | 111   | 133   | 22      | 1       | 45    | 90    | 7     | 0     | 148   | 58    | .341  | .529     | .749     | 1.278 | 292   | 7        | 10    | 0     | 2     | 61   |
| 2004            | SFG             | 40              | 147   | 617   | 373   | 129   | 135   | 27      | 3       | 45    | 101   | 6     | 1     | 232   | 41    | .362  | .609     | .812     | 1.422 | 303   | 5        | 9     | 0     | 3     | 120  |
| 2005            | SFG             | 41              | 14    | 52    | 42    | 8     | 12    | 1       | 0       | 5     | 10    | 0     | 0     | 9     | 6     | .286  | .404     | .667     | 1.071 | 28    | 0        | 0     | 0     | 1     | 3    |
| 2006            | SFG             | 42              | 130   | 493   | 367   | 74    | 99    | 23      | 0       | 26    | 77    | 3     | 0     | 115   | 51    | .270  | .454     | .545     | .999  | 200   | 9        | 10    | 0     | 1     | 38   |
| 2007            | SFG             | 43              | 126   | 477   | 340   | 75    | 94    | 14      | 0       | 28    | 66    | 5     | 0     | 132   | 54    | .276  | .480     | .565     | 1.045 | 192   | 13       | 3     | 0     | 2     | 43   |
| MLB 통산 : 22년 | MLB 통산 : 22년 | MLB 통산 : 22년 | 2986  | 12606 | 9847  | 2227  | 2935  | 601     | 77      | 762   | 1996  | 514   | 141   | 2558  | 1539  | .298  | .444     | .607     | 1.051 | 5976  | 165      | 106   | 4     | 91    | 688  |

- 시즌 기록 중 굵은 글씨는 해당 시즌 최고 기록, 빨간 글씨는 MLB 역사상 최고 기록

## 같이 보기
- 500 홈런 클럽
- 메이저 리그 베이스볼 최우수 선수상